# 460 (szám)
A 460 (római számmal: CDLX) egy természetes szám, középpontos háromszögszám.

## A szám a matematikában
A tízes számrendszerbeli 460-as a kettes számrendszerben 111001100, a nyolcas számrendszerben 714, a tizenhatos számrendszerben 1CC alakban írható fel.
A 460 páros szám, összetett szám, kanonikus alakban a 22 · 51 · 231 szorzattal, normálalakban a 4,6 · 102 szorzattal írható fel. Tizenkettő osztója van a természetes számok halmazán, ezek növekvő sorrendben: 1, 2, 4, 5, 10, 20, 23, 46, 92, 115, 230 és 460.
Tizenkétszögszám.
A 460 négyzete 211 600, köbe 97 336 000, négyzetgyöke 21,44761, köbgyöke 7,71944, reciproka 0,0021739. A 460 egység sugarú kör kerülete 2890,26524 egység, területe 664 761,00550 területegység; a 460 egység sugarú gömb térfogata 407 720 083,4 térfogategység.